# Medycyna morska i tropikalna
Medycyna morska i tropikalna – dział medycyny zajmujący się profilaktyką i leczeniem chorób związanych z pracą na morzu, np. w rybołówstwie, na statkach towarowych lub pasażerskich, okrętach marynarki wojennej i innych jednostkach pływających), oraz w stoczniach i portach), obejmując takie zagadnienia jak: regulacje prawne, bezpieczeństwo i higiena pracy na statkach, radioporadnictwo, transport chorych na morzu, ekspozycja zawodowa, patologia zawodowa, choroba morska, ratowanie rozbitków, opieka lekarska przy pracach podwodnych, czynniki psychiczne związane z pracą na statku, orzecznictwo, nadzór sanitarny w portach morskich, a także profilaktyką, rozpoznawaniem i leczeniem chorób występujących w strefach zwrotnikowych i podzwrotnikowych. Twórcą dziedziny medycyny tropikalnej był Patrick Manson, założyciel Londyńskiej Szkoły Higieny i Medycyny Tropikalnej.
Pionierem medycyny morskiej i tropikalnej w Polsce był Józef Jakóbkiewicz.
W Polsce jest to specjalizacja lekarska, a konsultantem krajowym w tej dziedzinie jest od 18 sierpnia 2020 jest dr hab. n. med. Wacław Nahorski, zaś właściwymi towarzystwami lekarskimi są: Polskie Towarzystwo Medycyny Morskiej, Tropikalnej i Podróży, a także Polskie Towarzystwo Medycyny i Techniki Hiperbarycznej. W ramach Instytutu Medycyny Morskiej i Tropikalnej Gdańskiego Uniwersytetu Medycznego oraz Uniwersyteckiego Centrum Medycyny Morskiej i Tropikalnej:
- w zakresie medycyny morskiej:
  - Krajowym Ośrodkiem Medycyny Morskiej – jest Klinika Chorób Zawodowych, Metabolicznych i Wewnętrznych
  - Krajowy Ośrodek Medycyny Hiperbarycznej – jest Klinika Medycyny Hiperbarycznej i Ratownictwa Morskiego
- w zakresie medycyny tropikalnej Krajowym Ośrodkiem Medycyny Tropikalnej – jest Katedra Medycyny Tropikalnej i Parazytologii, w której skład wchodzą:
  - Klinika Chorób Tropikalnych i Pasożytniczych
  - Zakład Parazytologii Tropikalnej
  - Zakład Medycyny Tropikalnej i Epidemiologii

Drugim ośrodkiem referencyjnym w Polsce jest oddział kliniczny chorób tropikalnych i pasożytniczych Uniwersyteckiego Szpitala Klinicznego w Poznaniu, prowadzony przez Katedrę i Klinikę Chorób Tropikalnych i Pasożytniczych Wydziału Medycznego Uniwersytetu Medycznego im. Karola Marcinkowskiego w Poznaniu.
W ograniczonym zakresie dziedziną zajmują się także ośrodki kliniczne chorób zakaźnych w Szczecinie, Warszawie, Krakowie, Łodzi, Białymstoku i we Wrocławiu, a także Wojskowy Instytut Medyczny, Narodowy Instytut Zdrowia Publicznego – Państwowy Zakład Higieny oraz Wojskowy Instytut Higieny i Epidemiologii im. gen. Karola Kaczkowskiego.